# Уэксфорд (футбольный клуб)
«Уэ́ксфорд» (англ. Wexford Football Club) — ирландский футбольный клуб из города Уэксфорд, основанный в 2007 году.

## История
«Уэксфорд Ютс» был основан строительным магнатом Миком Уоллесом, который финансировал строительство «Феррикэрриг Парка», современного комплекса для новой команды в Кроссабег (пригород Уэксфорда).
В настоящее время выступает в Превой лиге Ирландии, место в которой получил благодаря несостоятельности футбольного клуба «Дублин Сити». Дублинский клуб снялся в конце 2006 года, а в 2007 году «Уэкфорд Ютс» получил лицензию на участие в Первой лиге.
25 августа 2008 года, клуб установил личный рекорд дойдят до полуфинала Кубка лиги, где в первом матче обыграла «Корк Сити» со счётом 1:0, причём принимающей стороной являлся клуб из города Корк. Финал проходил на домашней арене «Уэксфорд Ютс» Феррикэрриг Парке. Матч закончился со счётом 6:1. Победу в финале одержала команда «Дерри Сити»

## Стадион
Домашней ареной футбольного клуба является стадион «Феррикэрриг Парк» вмещающий на данный момент 600 зрителей. Однако, руководство клуба решает нюансы по расширению стадиона до 2 500 мест.

Старая эмблема клуба (2007—2009 гг.)

## Достижения
Финалист Кубка ирландской лиги (1)2008

## Статистика
| # | Футболист      | Период     | Матчи |
| - | -------------- | ---------- | ----- |
| 1 | Конор Синнотт  | 2007—2009  | 74    |
| 2 | Энтони Расселл | 2007—н. в. | 71    |
| 3 | Пол Малоун     | 2007—н. в. | 71    |
| 4 | Марти Келли    | 2007—2009  | 61    |
| 5 | Гэвин Дойл     | 2007—2009  | 54    |

| # | Футболист     | Период     | Голы |
| - | ------------- | ---------- | ---- |
| 1 | Конор Синнотт | 2007—2009  | 14   |
| 2 | Гэвин Дойл    | 2007—2009  | 10   |
| 3 | Дэнни Фарлонг | 2007—н. в. | 8    |
| 4 | Пол Малоун    | 2007—н. в. | 8    |
| 5 | Пол Мёрфи     | 2008—2009  | 6    |

### Лучший игрок года в клубе
| Сезон | Победитель     |
| ----- | -------------- |
| 2009  | Дэвид Брин     |
| 2008  | Энтони Расселл |
| 2007  | Пол Малоун     |

### Крупнейшие победы и поражения
Самые крупные победы:
- «Уэксфорд Ютс» — «Килкенни Сити» — 3:0 (2007 год)[3]

Самые крупные поражения:
- «Лимерик 37» — «Уэксфорд Ютс» — 5:0 (2007 год)[3]
- «Уэксфорд Ютс» — «Дандолк» — 0:5 (2008 год)[4]
- «Лимерик 37» — «Уэксфорд Ютс» — 5:0 (2008 год)[4]